# Dictyna umai
Dictyna umai är en spindelart som beskrevs av Benoy Krishna Tikader 1966. Dictyna umai ingår i släktet Dictyna och familjen kardarspindlar. Inga underarter finns listade i Catalogue of Life.